# Andreas Speiser
Andreas Speiser (* 10. Juni 1885 in Basel; † 12. Oktober 1970 ebenda) war ein Schweizer Mathematiker und Philosoph.

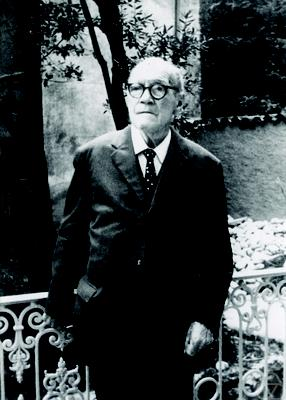
Andreas Speiser

## Leben und Werk
Speiser entstammte einer einflussreichen Basler Familie. Er war der Sohn von Nationalrat Paul Speiser und Enkel des Basler Regierungsrates Karl Sarasin. Sein jüngerer Bruder Ernst Speiser war Nationalrat und Ständerat. Ab 1904 studierte Speiser in Göttingen u. a. bei David Hilbert, Felix Klein, Hermann Minkowski. Dort wurde er 1909 promoviert (Die Theorie der binären quadratischen Formen mit Koeffizienten und Unbestimmten in einem beliebigen Zahlkörper), offiziell bei Hilbert; da Hilbert sich damals von der Zahlentheorie den Integralgleichungen zuwandte, hatte Speiser aber meist mit Minkowski Kontakt. Nach weiteren Studien in London und Paris wurde er 1911 in Strassburg habilitiert. Ab 1917 war er ausserordentlicher Professor und ab 1919 ordentlicher Professor an der Universität Zürich. 1924/25 war er Präsident der schweizerischen mathematischen Gesellschaft. 1932 wurde er Mitglied der Leopoldina. 1939 wurde er zum korrespondierenden Mitglied der Göttinger Akademie der Wissenschaften gewählt. 1944 wurde er Professor in Basel.
Speiser beschäftigte sich mit Zahlentheorie, Gruppentheorie und der Theorie riemannscher Flächen. Er organisierte die Übersetzung des grundlegenden Buch von Leonard Dickson Algebren und ihre Zahlentheorie (1927) durch seinen Assistenten Johann Jakob Burckhardt, das die Beschäftigung mit der Theorie der Algebren durch die Schulen von Emmy Noether und Helmut Hasse stark beeinflusste, und steuerte einen Anhang über Idealtheorie bei. Seine Theorie der Gruppen endlicher Ordnung ist ein klassisches, reich illustriertes Einführungswerk zur Gruppentheorie. Dort werden (neben Anwendungen in Galoistheorie, elementarer Zahlentheorie und platonischen Körpern) auch ausführlich Ornamente untersucht, die Speiser z. B. auf einer Ägyptenreise 1928 studierte. Es regte viele Mathematiker zur Beschäftigung mit diesem Thema an (bezeugt u. a. von Heinrich Heesch, Johann Jakob Burckhardt).
In der Zahlentheorie sind nach ihm und David Hilbert der Satz von Hilbert-Speiser und die Hilbert-Speiser-Zahlkörper benannt, in der Funktionentheorie sind der Speiser-Graph einer Riemannschen Fläche und die Speiser-Klasse meromorpher Funktionen mit seinem Namen verbunden.
Speiser befasste sich auch mit Mathematikgeschichte und war als Generaldirektor der Euler-Kommission Herausgeber von Leonhard Eulers Opera Omnia sowie der Werke von Johann Heinrich Lambert. Als Philosoph widmete er sich vor allem Platon und schrieb einen Kommentar zu dessen Dialog Parmenides. Er befasste sich auch mit Plotin und Hegel.
Ihm war auch stets am Zusammenhang zwischen Mathematik und Kunst gelegen. So sagte er in einem Vortrag (11. September 1949, siehe Schriften, S. 14):

„In der griechischen Sprache heisst Techne gleichzeitig Kunst und Technik und so möchte denn schliessen mit dem Appell, die drei Dinge: Formel, Kunst, Technik nie und nimmer zu trennen, sondern eingedenk zu bleiben, dass nur im gegenseitigen Zusammenwirken dieser drei das Heil liegen kann.“

Andreas Speiser sollte nicht mit dem Schweizer Ingenieur und Informatiker Ambrosius Paul Speiser verwechselt werden.

## Schriften
- Die Theorie der Gruppen von endlicher Ordnung – mit Anwendungen auf algebraische Zahlen und Gleichungen sowie auf die Kristallographie. Springer 1923, Birkhäuser 1956.
- Klassische Stücke der Mathematik. Orell Füssli 1925 (mit Abdruck von Quellen, u. a. auch Dante, Rousseau).
- Leonhard Euler und die Deutsche Philosophie. Orell Füssli 1934.
- Leonhard Euler. In: Große Schweizer. Atlantis Verlag, Zürich 1939, 1940, S. 1–6.
- Die Basler Mathematiker. 117. Neujahrsblatt, hg. von der Gesellschaft zur Beförderung des Guten und Gemeinnützigen, Basel 1939.
- Die mathematische Denkweise. Rascher 1932, Birkhäuser 1945, 1952.
- Leonhard Euler. Vortrag gehalten an der Generalversammlung des S.I.A. in Basel am 11. September 1949. Schweizerische Bauzeitung, Jg. 67, Nr. 48. 26. November 1949, Zürich.
- Elemente der Philosophie und Mathematik. Birkhäuser 1952.
- Die Geistige Arbeit. Birkhäuser 1955 (Vorträge).
- Ein Parmenideskommentar – Studien zur Platonischen Dialektik. Koehler, Leipzig, Stuttgart, 1937, 1959.
- Ueber Riemannsche Flächen. Commentarii Mathematici Helvetici (CMH), Bd. 2, 1930, S. 284–293.
- Zur Theorie der Substitutionsgruppen. Mathematische Annalen, Bd. 75, 1914, S. 443–448.
- Zahlentheoretische Sätze aus der Gruppentheorie. Mathematische Zeitschrift Bd. 5, 1919, S. 1–6.
- Naturphilosophische Untersuchungen von Euler und Riemann. Crelle Journal Bd. 157, 1927, S. 105–114.
- Zahlentheorie in rationalen Algebren. CMH, Bd. 8, 1935, S. 391–406.
- Riemann'sche Flächen vom hyperbolischen Typus. CMH Bd. 10, 1937, S. 232–242.
- Geometrisches zur Riemannschen Zetafunktion. Mathematische Annalen Bd. 110, 1934, S. 514–521.
- Einteilung der sämtlichen Werke Leonhard Eulers. CMH Bd. 20, 1947, S. 288–318.